# William Morris Davis
William Morris Davis (Filadèlfia, 12 de febrer de 1850 - Pasadena, 5 de febrer de 1934) va ser un geògraf nord-americà, sovint anomenat el "pare de la geografia americana" no sols pel seu treball i esforços tendents a establir la geografia com a disciplina acadèmica sinó també pels seus avenços en geografia i pel desenvolupament de la geomorfologia.

## Biografia
Va néixer a Filadèlfia fill d'Edward M. Davis i Mary Mott Davis. A l'edat de 19 anys, va obtenir una llicenciatura a la Universitat Harvard i un any més tard el mestratge en enginyeria. Posteriorment, Davis va passar tres anys com a ajudant realitzant astronòmiques i determinacions de longituds geogràfiques en l'observatori Nacional Argentí a Còrdova, Argentina i després va tornar a Harvard per dedicar-s'hi a l'ensenyament. El 1878, Davis va ser designat com a professor instructor en geografia física a Harvard, i al voltant del 1885 va ser designat professor titular. Davis va continuar ensenyant a Harvard fins a la seva retirada el 1912. Després d'això, va ocupar el càrrec de professor visitant en diverses universitats dels Estats Units i Europa. Davis va morir a Pasadena, Califòrnia.

## Obra
William Morris Davis va ser un gran impulsor de la geografia; treballà àrduament per augmentar el seu reconeixement. En el decenni de 1890-1900, Davis era un membre influent d'un comitè que va ajudar a establir estàndards de la geografia en les escoles públiques. Davis i el comitè sentien que la geografia necessitava ser tractada com a ciència general en escoles primàries i secundàries. Gràcies als seus esforços, aquestes idees van ser adoptades. Malauradament, després d'una dècada de la "nova" geografia, va lliscar de nou a ser coneixement dedicat a memoritzar topònims i va desaparèixer eventualment dins els estudis socials.
Davis també va ser un important impulsor i col·laborador de la National Geographic Society, escrivint un gran nombre d'articles per a la revista de la institució.
Davis també va ajudar a construir la carrera universitària de geografia. A més d'entrenar alguns dels primers geògrafs d'Amèrica del segle XX (com ara Mark Jefferson, Isaiah Bowman, Curtis Marbut i Ellsworth Huntington), Davis va ajudar a la formació de l'Associació Americana de Geògrafs (AAG). Reconeixent la necessitat d'una organització acadèmica de geografia, Davis, conjuntament amb altres geògrafs, va formar la AAG el 1904. Davis va assumir el càrrec de primer president de l'AAG el 1904, va ser reelegit el 1905, i va servir en última instància un tercer mandat el 1909. Encara que Davis va ser molt influent en el desenvolupament de la geografia en la seva totalitat, se'l coneix probablement més per ser el pare de la geomorfologia.
La geomorfologia és l'estudi del relleu. William Morris Davis va fundar aquest subàmbit de la geografia. En el seu temps, la idea tradicional del desenvolupament del relleu s'explicava amb la gran inundació bíblica; Davis i altres geògrafs van començar a creure que altres causes eren responsables de modelar la superfície de la Terra. Davis va desenvolupar una teoria de la creació i destrucció del paisatge, a la qual va anomenar cicle geogràfic. La seva teoria explicava que les muntanyes i altres accidents geogràfics estan modelats per la influència d'una sèrie de factors que es manifesten en el cicle geogràfic. Va explicar que el cicle comença amb l'aixecament del relleu per processos geològics (falles, vulcanisme, aixecament tectònic, etc.). Els rius i l'escorriment superficial comencen a crear les valls en forma de V entre les muntanyes (l'etapa anomenada joventut). Durant aquesta primera etapa, el relleu és més escarpat i més irregular. En un cert termini, els corrents poden tallar valls més amples (maduresa) i després començar a serpentejar, sobresortint solament suaus pujols (senectud). Finalment, tot arriba al que és un pla, pla en l'elevació més baixa possible (anomenat el nivell de base). Aquest pla va ser anomenat per Davis peneplà, que significa 'gairebé un pla' (ja que un pla és realment una superfície totalment plana). Llavors, el "rejoveniment" passa i hi ha un altre aixecament de muntanyes i el cicle continua. Encara que la teoria de Davis no és enterament exacta, era absolutament revolucionària i excepcional en el seu temps, i ajudà a modernitzar la geografia i a crear el subcamp de la geomorfologia. El món veritable no és absolutament tan ordenat com els cicles de Davis, així com els supòsits de Darwin no corresponen a la dinàmica de l'evolució, tot i això la teoria (com la de Darwin) en termes generals té aplicació, per la qual cosa ha estat rectificada i perfeccionada per les aportacions de científics com Penck, Engeln, Bauling, Raisz, King entre d'altres, obtenint major validesa. No obstant això, el missatge de Davis va ser comunicat absolutament bé a altres científics mitjançant els esbossos i les il·lustracions excel·lents que van ser inclosos en les publicacions de Davis.
Encara que Davis va publicar al voltant de 500 treballs, mai va obtenir un doctorat (Ph. D.). Davis va ser certament un dels geògrafs acadèmics més grans del segle. Ell no és només responsable dels seus èxits durant el curs de la seva vida, sinó també del treball excepcional fet mitjançant la geografia pels seus deixebles.

## Publicacions
- Geographic methods in geologic investigations, National Geographic Magazine 1:pp. 11-26 (1888).
- The Rivers and Valleys of Pennsylvania, National Geographic Magazine 1: pp. 183-253 (1889).
- The Geographical Cycle, Geographical Journal, vol. 14, pp. 481-504 (1899).
- The Physical Geography of the Lands, Popular Science Monthly 2: pp. 157-170 (1900).
- Elementary Physical Geography. Ginn and Co, Boston, p.401.
- Geographical Essays (Boston: Ginn, 1909).